# 1982 na Suécia
Eventos do ano 1982 na Suécia.

## Titulares
- Monarca - Carlos XVI Gustavo da Suécia
- Primeiro-ministro - Thorbjörn Fälldin, Olof Palme

## Nascimentos

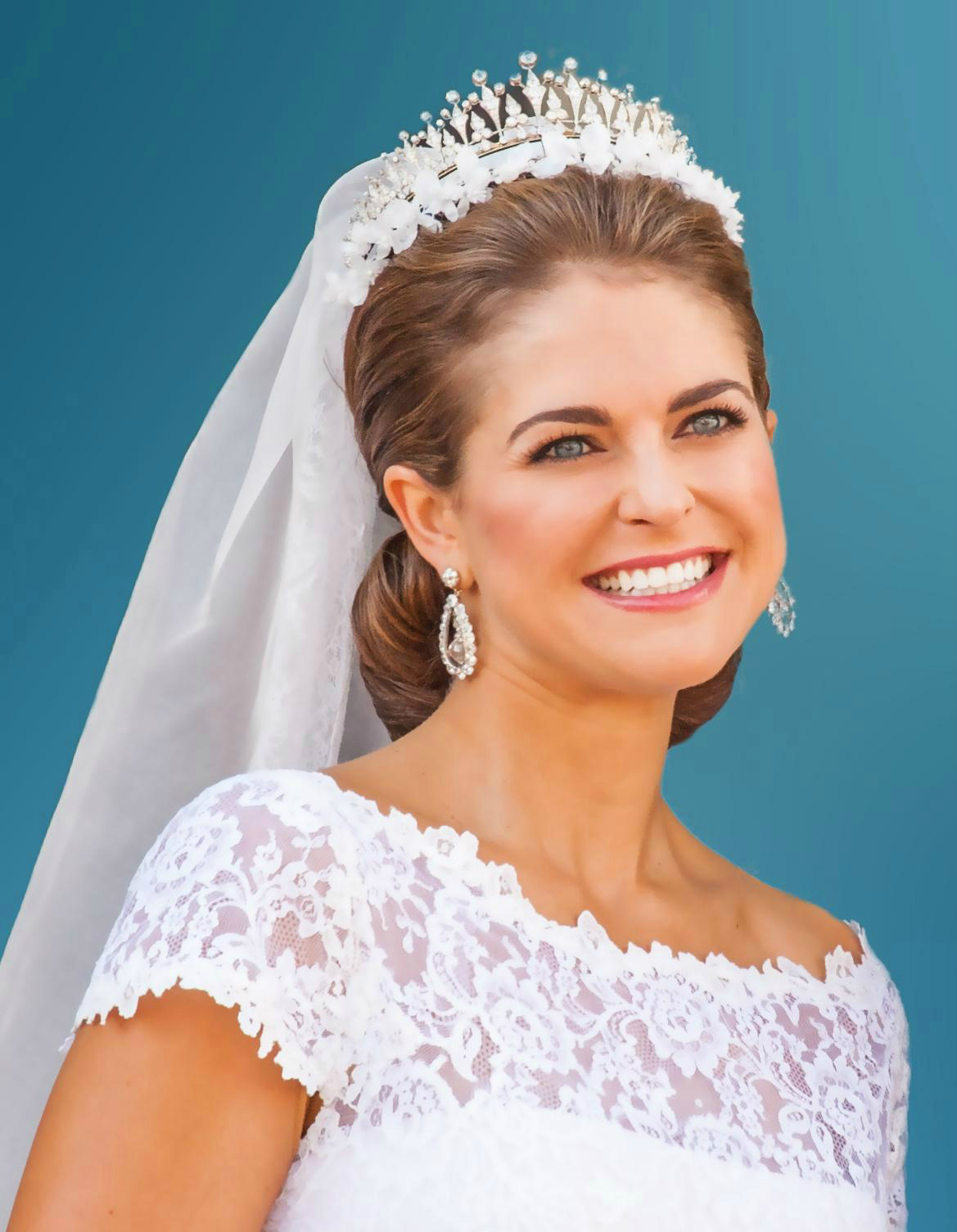
Princesa Madalena

- 2 de março – Henrik Lundqvist, jogador de hóquei no gelo.[1]
- 9 de março – Tobias Hysén, futebolista sueco
- 10 de junho – Madalena, Duquesa da Helsíngia e Gestrícia
- 1 de julho – Joachim Johansson, tenista sueco
- 24 de agosto – Kim Källström, futebolista sueco
- 27 de setembro – Markus Rosenberg, futebolista sueco

## Mortes
- 4 de janeiro – Konrad Granström, ginasta (nascido em 1900).[2]
- 30 de janeiro – Tora Dahl, escritora (nascida em 1886).[3]
- 10 de março – Erik August Larsson, esquiador de fundo (nascido em 1912).[4]
- 8 de junho – Solveig Rönn-Christiansson, político (nascido em 1902).
- 8 de julho – Gunnar Eriksson, esquiador de fundo (nascido em 1921).[5]